# Star 20
Der Star 20 ist ein mittelschweres Nutzfahrzeug des polnischen Nutzfahrzeugherstellers Star Trucks. Der Name leitet sich vom ursprünglichen Werkssitz in Starachowice ab.

## Hintergrund
Nach den Zerstörungen im Zweiten Weltkrieg bestand in Polen ein hoher Transportbedarf für Baumaterialien. Deshalb wurde bereits im April 1946 auf höchster staatlicher Ebene entschieden, einen polnischen Lastwagen zu konstruieren und mit der Produktion schnell zu beginnen, der für den Wiederaufbau dringend erforderlich war. Die Zeichnungen und technische Dokumentation des Fahrzeugs erstellte das neu gegründete Zentralbüro für Forschung und Bau der Automobilindustrie (C.B.K). Erste Konstruktionszeichnungen wurden schon im Herbst 1946 an den Prototypenbau von Ursus übergeben. Mit der Entwicklung des Motors S42 sowie des Antriebsstrangs wurde das Versuchswerk Ursus betraut. Die Kabine des Fahrzeugs baute Kielce Metal Products Plant „SHL“ S.A.; sie nannte sich N20. Als die Nachfrage stieg, wurde SHL nicht weiter beauftragt, sondern Star Trucks übernahm selbst die Produktion des „Häuschens“ in vereinfachter glatter Form mit dem Namen N 23. Das Konstrukteursteam bestand hauptsächlich aus ehemaligen Mitarbeitern der staatlichen Maschinenbauwerke, die bereits in den 1930er Jahren an der Konstruktion der Typen PZInż 703, 713 und 723 beteiligt waren und somit viel Erfahrung hatten. Der Chefkonstrukteur war Mieczysław Dębicki, der für Radaufhängung und den Leiterrahmen zuständig war. Getriebe, Differential und Motor S42 entwickelte Jerzy Werner. Das Fahrerhaus und die Pritsche übernahm Stanisław Panczakiewicz.
Die ersten drei Prototypen wurden im Juni 1948 fertiggestellt. Die Scheinwerfer der Prototypen waren noch aufgesetzt und nicht wie später in der Serie ins Frontblech integriert.
Am 15. Dezember 1948 wurden die ersten 5 am Serienstandort in Starachowice produzierten Fahrzeuge dem Komitee vorgestellt. Weitere 5 Fahrzeuge wurden ebenfalls noch im Jahr 1948 fertiggestellt.
Auf Basis des Star 20 entstanden später Star-C60-Sattelzugmaschinen mit verkürztem Fahrgestell. Der C60 wurde erstmalig 1950 auf einer Messe vorgestellt und ging 1952 in Serie. Kombiniert wurde der Star C60 oft mit einem einachsigen Sattelauflieger des Typs D60, den die damalige Sanok-Waggonfabrik „Sanowag“ herstellte. Der Auflieger war 6000 mm lang und hatte eine Tragfähigkeit von 5500 kg.
Im Jahr 1953 begann die Produktion des Heckmuldenkippers Star W14 auf der Basis des Star-C60-Fahrgestells. Dieses Modell wurde unter Beteiligung von ZNTK in Oława produziert.
Auf dem Fahrgestell des Modells Star 20 und seiner Ableger wurden verschiedene Versionen von Aufbauten montiert, wie z. B. Kofferaufbauten für 25 Personen Typ N-424, umgangssprachlich auch „Kartoffelkäfer“ genannt, den seit 1954 die damalige Zakłady Budowy Nadwozi Samochod in Jelcz herstellte. Weiterhin gab es den N-103 Van. Ein weiterer Aufbautyp war der Autokran HP-3 von 1953, der in der Bauindustrie eingesetzt wurde und in Bielskie Zakłady Urządzeń Technicznych in Bielsko-Biała auf der Grundlage von Zeichnungen der deutschen Adolf Bleichert & Co. hergestellt wurde. Der Kran hatte einen elektrischen Antrieb und eine Tragfähigkeit von bis zu 3 Tonnen.
Weiterhin entstanden auf Basis des Star 20 Feuerwehrfahrzeuge. Der Star 20-GM8 war die Basis für den Typ N71, der Star 20-GA16 für den Typ N72, der Star 20-SBM2200/8 für den Typ N74 und der Star 20-SBA2000/16 für den Typ N75.
Auch Bushersteller verwendeten den Star 20 als Basis für verschiedene Aufbauten. So wurden der N50, der N51 und der N53 auf dem Star-20-Fahrgestell aufgebaut, immer mit dem Sechszylinder-Benzinmotor, obwohl viele Aufbauherstellern einen Dieselmotor wünschten, der jedoch nicht verfügbar war.
Der Star 20 wird in den Geschichtsbüchern den Platz für das erste polnische Fahrzeug nach dem Krieg und für den ersten rein polnischen Lastwagen für immer beanspruchen können.

## Technik
Das Fahrzeug hatte ein nicht synchronisiertes Vierganggetriebe. Vorder- und Hinterachse waren Starrachsen, die mit Blattfedern am Leiterrahmen befestigt wurden. Das Lenkgetriebe wurde von Fiat zugeliefert; es war eines der wenigen Teile, die Star Trucks nicht selbst herstellte. Die Fahrzeugkabine hatte zwei Sitzplätze. Das Leergewicht des Star 20 betrug 3360 kg und die Zuladung 3500 kg. Das zulässige Gesamtgewicht betrug somit 6860 kg.

## Produktionszahlen
| Jahr | 1948 | 1949 | 1950 | 1951  | 1952  | 1953  | 1954  | 1955  | 1956  | 1957                                    | Summe      |
| ---- | ---- | ---- | ---- | ----- | ----- | ----- | ----- | ----- | ----- | --------------------------------------- | ---------- |
|      | 3+10 | 245  | 782  | 2.568 | 4.253 | 6.968 | 7.579 | 7.543 | 7.700 | ca. 5.350 (5.978 im Jahr incl. Star 21) | ca. 43.000 |